# Volo Tianjin Airlines 7554
Il volo Tianjin Airlines 7554 (cinese: 天津航空公司GS7554; pinyin: Tiānjīn Hángkōng Gōngsī GS7554) è stato un collegamento passeggeri di linea tra Hotan e Ürümqi nella regione autonoma cinese dello Xinjiang. L'aereo che operava questa rotta il 29 giugno 2012, un Embraer 190, decollò da Hotan alle 12:25; nel giro di dieci minuti, sei uomini di etnia uigura, uno dei quali avrebbe professato la sua motivazione come jihad, annunciarono la loro intenzione di dirottare l'aereo, secondo quanto riferito da diversi testimoni. In risposta, i passeggeri e l'equipaggio opposero resistenza e riuscirono a trattenere i dirottatori, che erano armati di stampelle di alluminio ed esplosivi.
L'aereo invertì la rotta e atterrò alle 12:45 a Hotan, dove 11 passeggeri, e membri dell'equipaggio e due dirottatori furono curati per le ferite riportate. Due dirottatori morirono a causa delle lesioni riportate nello scontro a bordo. Il governo dello Xinjiang classificò l'incidente come terrorismo. L'Amministrazione dell'aviazione civile della Cina (CAAC) rivedette le misure di sicurezza dell'aeroporto di Hotan e la sicurezza aeroportuale venne intensificata nello Xinjiang. L'incidente segnò il primo serio tentativo di dirottamento in Cina dal 1990 e il primo dirottamento o tentativo di dirottamento dagli attacchi dell'11 settembre.

## Contesto
Hotan è una città con oltre 360 000 residenti, di cui oltre il 97% di etnia uigura, ed è rinomata per la sua cultura uigura. Ürümqi, a oltre 980 km di distanza, è la capitale relativamente moderna della regione e conta tre milioni di residenti. Metà della popolazione dello Xinjiang nel suo complesso è uigura. Nel settembre 2011, i tribunali avevano processato e condannato quattro persone per gli attacchi separatisti a Hotan e nella vicina Kashgar, che avevano ucciso 32 persone. Il dirottamento è avvenuto in prossimità dell'anniversario delle sommosse popolari a Ürümqi del luglio 2009, nel corso di cui erano morte 200 persone.
Il terrorismo in Cina da parte dei separatisti uiguri è solitamente caratterizzato da attacchi alle stazioni di polizia e ai civili; il dirottamento di aerei è una recente innovazione nelle tattiche dei militanti uiguri. La Cina ha mantenuto un buon record di sicurezza aerea, anche se c'è stata una storia di minacce alla sicurezza degli aerei nello Xinjiang, che rispecchia la violenza generale nella regione. I voli dallo Xinjiang all'Afghanistan sono stati bloccati nel 2008 e nel 2009 quando si è scoperto che i passeggeri avevano contrabbandato esplosivi a bordo. L'ultimo dirottamento aereo riuscito in Cina era stato il volo Xiamen Airlines 8301 del 2 ottobre 1990, in cui un uomo dell'Hunan armato di esplosivo aveva tentato di disertare verso Taiwan.

## Il dirottamento
La mattina di venerdì 29 giugno 2012, il volo Tianjin Airlines 7554 partì alle 12:25 UTC+8 dall'aeroporto di Hotan alla volta di Ürümqi con a bordo 92 passeggeri e 9 membri dell'equipaggio. Un commando di 6 terroristi musulmani uiguri, di età compresa tra i 20 e i 36 anni e provenienti dalla città di Kashgar, salì a bordo senza preavviso con indosso uniformi della compagnia aerea, muniti di stampelle per camuffarsi da disabili. Uno dei sospetti confessò che lui e il suo gruppo volevano dirottare l'aereo per intraprendere la guerra santa, date le loro origini e tradizioni islamiche situate nella loro regione. Di conseguenza la Cina aveva già sollevato preoccupazioni che i militanti avessero un collegamento per le controparti islamiche in Pakistan.
Alle 12:32 UTC+8, il velivolo raggiunse la quota di 18 700 piedi (5 700 m), quando intorno a quell'ora, secondo il comandante di volo Zou Jinsong, 3 dei 6 dirottatori cercarono di sfondare la porta della cabina di pilotaggio con le loro stampelle, ferendo un assistente di volo che aveva cercato di bloccarli. Tuttavia, dopo l'11 settembre 2001 le porte della cabina erano state rafforzate e diventate resistenti.Allo stesso tempo, gli altri 3 dirottatori tenevano a bada i passeggeri con le loro stampelle ed un esplosivo, dichiarando che chi si fosse alzato in piedi sarebbe morto.
Fu Huacheng, passeggero e ministro dell'istruzione della Lop County, udendo le dichiarazioni minacciose del commando terrorista che si alzò dal suo sedile urlando in lingua uigura:"Andiamo! Alziamoci e combattiamo!". Scoppiò così una ribellione cui parteciparono, oltre passeggeri e membri dell'equipaggio, anche 6 agenti di sicurezza in abiti civili, e questi ultimi riuscirono a bloccare il dirottatore con l'esplosivo agganciato al corpo. Allo stesso tempo, un altro gruppo di passeggeri, guidati da un medico identificato come Aishan, scortò bambini e anziani lontani dal luogo della ribellione, mentre i passeggeri bloccarono i tre dirottatori. Il resto dei passeggeri invece bloccò gli ultimi tre tramite cinture usate come manette.
Quando la ribellione si placò, un assistente di volo riuscì a mettersi in contatto con il pilota Jinsong e quest'ultimo invertì la rotta per ritornare all'aeroporto di Hotan, che atterrò senza problemi alle ore 12:45 UTC+8. In seguito giunse sul posto una pattuglia della polizia e dell'esercito cinese, che catturarono 4 dei 6 dirottatori. La ribellione terminò con il ferimento di 13 persone: 7 passeggeri, 2 membri dell'equipaggio, 2 agenti della sicurezza e 2 dirottatori, che questi ultimi moriranno per le ferite riportate nella ribellione.

## Conseguenze
Sul suo sito web, il governo dello Xinjiang definì l'incidente "un grave e violento attacco terroristico", mentre i media nazionali cinesi definirono i dirottatori "gangster" e "furfanti", astenendosi però dall'etichetta di "terroristi". Il Congresso separatista mondiale degli uiguri reagì alla notizia sostenendo che l'incidente era del tutto "fittizio" o che si trattava semplicemente di una disputa tra l'etnia maggioritaria Han e gli uiguri per i posti a sedere in aereo. Il WUC rilasciò inoltre una dichiarazione in cui affermava: "Avvertiamo la Cina di non usare questo incidente come un'altra scusa per la repressione". L'Investor Business Daily, con sede negli Stati Uniti, definì i dirottatori "gangster" e "furfanti". L'Investor's Business Daily (IBD) criticò la smentita dell'incidente da parte del WUC, citando "un'enorme quantità di fotografie dell'incidente scattate dai cellulari e di testimonianze cinesi che suggerivano un tentativo di dirottamento". L'IBD suggerì che l'incidente nel suo complesso non era favorevole al governo cinese perché "la vera storia è che l'eroe non è più lo stato, ma i cinesi comuni".
Il 3 luglio, il governo dello Xinjiang assegnò 16 000 dollari ciascuno a 10 passeggeri che avevano combattuto i dirottatori, per premiare il loro coraggio. Inoltre, l'intero equipaggio del volo venne premiato con 500 000 yuan dal governo dello Xinjiang. I membri dell'equipaggio del volo vennero ricompensati con 1 milione di yuan (157 000 dollari) dalla CAAC per il loro coraggio. Due membri della sicurezza a bordo del volo, Du Yuefeng e Xu Yang, e l'assistente di volo Guo Jia, vennero nominati eroi dalle autorità cinesi dell'aviazione civile.
Due giorni dopo, il 5 luglio, i funzionari dello Xinjiang annunciarono nuove misure di sicurezza aeroportuale, tra cui l'obbligo per i passeggeri di presentare certificati rilasciati dall'ospedale prima di portare le stampelle a bordo di un aereo. I voli giornalieri da Hotan a Ürümqi ripresero il 3 luglio. Il 6 luglio, l'Amministrazione dell'aviazione civile cinese riferì che un'indagine aveva ritenuto il personale dell'aeroporto di Hotan non colpevole di negligenza.
Tre dei terroristi sopravvissuti, Musa Yvsup, Arxidikali Yimin e Eyumer Yimin, vennero condannati a morte dopo essersi dichiarati colpevoli martedì 11 dicembre 2012. Anche Alem Musa, che aveva partecipato al tentativo di dirottamento ma aveva fatto poco rispetto agli altri, si dichiarò colpevole e venne condannato all'ergastolo dal Tribunale intermedio del popolo della Prefettura di Hotan. Gli altri due, Ababekri Ibrahim e Yasin Memet, morirono invece per le ferite riportate nella ribellione.